# Temporada 1986-1987 del RCD Espanyol
Dades de la Temporada 1986-1987 del RCD Espanyol.

## Fets Destacats
- Aquesta temporada la competició es disputà en dues fases. La primera fou una fase regular tots contra tots de 34 jornades. La segona es dividí en tres grups de 6 equips amb 10 jornades més. L'Espanyol jugà al grup dels 6 millors.
- 22 de juliol de 1986: Amistós: Toulouse FC 1 - Espanyol 1[4]
- 26 de juliol de 1986: Amistós: AS Libourne 0 - Espanyol 2[5]
- 8 d'agost de 1986: Amistós: SD Huesca 0 - Espanyol 6[6]
- 16 d'agost de 1986: Torneig de Bruges: Club Brugge KV 1 - Espanyol 1[7]
- 17 d'agost de 1986: Torneig de Bruges: Sporting Lisboa 1 - Espanyol 0[8]
- 22 d'agost de 1986: Torneig Ciutat de Barcelona: Espanyol 2 - Reial Madrid 2, l'Espanyol campió per penals[9]
- 17 de setembre de 1986: Copa: AEC Manlleu 4 - Espanyol 4[10]
- 16 de novembre de 1986: Lliga: Espanyol 5 - Sevilla FC 1[11]
- 21 de desembre de 1986: Lliga: Reial Múrcia 1 - Espanyol 4[12]
- 13 de juny de 1987: Lliga: Espanyol 5 - RCD Mallorca 0[13]
- 21 de juny de 1987: Lliga: Reial Madrid 2 - Espanyol 2[14]

## Resultats i Classificació
- Lliga d'Espanya: Tercera posició amb 51 punts (44 partits, 20 victòries, 11 empats, 13 derrotes, 66 gols a favor i 46 en contra).
- Copa d'Espanya: Eliminà l'AEC Manlleu a la primera ronda (per penals), però fou eliminat pel Terrassa FC a la segona (1/64 de final).

## Plantilla
| P   | Jugador              | Lliga | Lliga | Copa d'Espanya | Copa d'Espanya |
| P   | Jugador              | PJ    | G     | PJ             | G              |
| --- | -------------------- | ----- | ----- | -------------- | -------------- |
| POR | Thomas N'Kono        | 42    | -42   | 1              | -2             |
| POR | Miquel Duran         | 1     | -3    | 1              | -4             |
| POR | Carlos Meléndez      | 1     | -1    | -              | -              |
| DEF | Miquel Soler         | 41    | 2     | -              | -              |
| DEF | Job                  | 36    | -     | 1              | -              |
| DEF | Josep Maria Gallart  | 32    | 2     | 2              | -              |
| DEF | Miguel Ángel         | 24    | 3     | 2              | 1              |
| DEF | Francis              | 21    | -     | -              | -              |
| DEF | Txelis               | 18    | -     | -              | -              |
| DEF | Juan Martínez        | 3     | -     | -              | -              |
| DEF | Pedro Patón          | 1     | -     | 1              | -              |
| DEF | Robi                 | -     | -     | 2              | -              |
| MIG | Manuel Zúñiga        | 43    | 2     | 2              | -              |
| MIG | John Lauridsen       | 41    | 5     | 2              | -              |
| MIG | Diego Orejuela       | 40    | 3     | 2              | -              |
| MIG | Joan Golobart        | 35    | 4     | -              | -              |
| MIG | Bartolomé Márquez    | 32    | 5     | 2              | 1              |
| MIG | Iñaki Pérez          | 26    | -     | -              | -              |
| DAV | Ernesto Valverde     | 43    | 7     | 2              | -              |
| DAV | Àngel Alonso         | 41    | 17    | -              | -              |
| DAV | Michel Pineda        | 40    | 13    | 2              | 3              |
| DAV | Eduard Mauri         | 6     | 2     | 2              | -              |
| DAV | Iñaki Ibáñez         | 4     | -     | 1              | -              |
| DAV | Cristo               | 1     | -     | -              | -              |
| DAV | Jesús García Pitarch | -     | -     | -              | -              |